# Damjana Vončina
Damjana Vončina, slovenska zborovodkinja, * 1977.
Osnovno šolo in gimnazijo je obiskovala v Idriji. V tretjem letniku gimnazije se je odločila za glasbeno izpopolnjevanje na Orglarski šoli v Ljubljani (orgle jo je učila prof. Angela Tomanič). Po uspešno opravljeni maturi je vpisala študij muzikologije na Filozofski fakulteti v Ljubljani. Na muzikologiji je diplomirala leta 2002.
Danes dela kot profesorica glasbene vzgoje na Osnovni šoli Črni Vrh. Poleg pouka glasbe skrbi tudi za tri šolske pevske zbore. Svojo službeno obveznost dopolnjuje na Osnovni šoli Spodnja Idrija (pouk glasbe in dva pevska zbora).
Damjana Vončina je že tekom študija obiskovala seminarje v okviru JSKD-ja. V letu 2003 je bila pevka Slovenskega projektnega zbora, ki sta ga vodila mednarodno priznana slovenska dirigenta Karmina Šilec in Stojan Kuret. Na avdiciji sta izbrala 30 deklet in 30 fantov iz cele Slovenije, ki so pod njunim vodstvom deset dni imeli možnost izpopolnjevati se v petju, nastopanju in v interpretaciji različnih skladb. V avgustu 2007 je kot asistentka dirigenta sodelovala na Mednarodnem pevskem tednu Europa Cantat v Ljubljani, ki ga je vodil svetovno priznani dirigent Gary Graden (ZDA/Švedska).
Z dekliškim pevskim zborom Radost Godovič v zadnjih letih dosega vrhunske rezultate na tekmovanjih v tujini in v Sloveniji. V oktobru 2006 je zbor na mednarodnem zborovskem tekmovanju v Pragi (Češka) osvojil dve zlati priznanji in poseben pokal za najboljšo žensko zasedbo tekmovanja. Novembra istega leta je v Postojni prejel zlato priznanje na 2. tekmovanju primorskih pevskih zborov im malih skupin. Aprila 2007 je na državnem tekmovanju Naša pesem v Mariboru zbor prejel še srebrno plaketo (87,3 točke). Damjana Vončina pa je kot zborovodkinja prejela posebno priznanje za najboljšo izvedbo obvezne pesmi za ženske zbore (Jakob Jež: Trgatev).